# Пауло Діас
Пауло Сесар Діас Уїнкалес (ісп. Paulo César Díaz Huincales, нар. 25 серпня 1994, Сантьяго, Чилі) — чилійський футболіст, захисник національної збірної Чилі та клубу «Рівер Плейт».

## Клубна кар'єра
У дорослому футболі дебютував 2013 року виступами за команду клубу «Палестіно», в якій провів два сезони, взявши участь у 47 матчах чемпіонату. Більшість часу, проведеного у складі «Палестіно», був основним гравцем захисту команди.
Своєю грою за цю команду привернув увагу представників тренерського штабу клубу «Коло-Коло», до складу якого приєднався 2015 року. Відіграв за команду із Сантьяго наступний сезон своєї ігрової кар'єри.
До складу клубу «Сан-Лоренсо» приєднався 2016 року.

## Виступи за збірну
2015 року дебютував в офіційних матчах у складі національної збірної Чилі. Наразі провів у формі головної команди країни 34 матчі.
У складі збірної був учасником розіграшу Кубка конфедерацій 2017 року у Росії.

## Титули і досягнення
- Чемпіон Чилі (1):

«Палестіно»: 2014–15А
- Володар Суперкубка Аргентини (3):

«Сан-Лоренсо де Альмагро»: 2015
«Рівер Плейт»: 2019, 2023
- Володар Кубка Аргентини (1):

«Рівер Плейт»: 2019
- Чемпіон Аргентини (2):

«Рівер Плейт»: 2021, 2023